# إم بي إي جي 2
إم بي إي جي 2 (بالإنجليزية: MPEG 2)‏ هو معيار لتشفير الصور المتحركة والصوت المرفق بها. وهي تشكل فيديو مضغوط منقوص وصوت مضغوط منقوص ممكنة لبث وتخزين الفيديوهات باستخدام أجهزة تخزين البيانات ومعدل نقل بيانات البث المتلفز المتوفرة حالياً.